# Pablo Bruna
Pour les articles homonymes, voir Bruna.
Pablo Bruna, dit El Ciego de Daroca, l'« Aveugle de Daroca » (né à Daroca (Saragosse) en 1611 et mort dans cette même ville le 26 juin 1679) est un compositeur et organiste espagnol.

## Biographie
Fils de Blas Bruna et María Tardez, il devient aveugle au cours de son enfance à la suite d'une maladie. Il apprend la musique, et fait fonction d'organiste à la collégiale Santa María la Mayor y de los Corporales de Daroca à l'âge de seize ans, et est nommé organiste titulaire quatre ans plus tard, en 1631, et occupe ce poste jusqu'à sa mort. L'orgue de Daroca avait été construit par Guillermo et Gaudioso de Lupe, et était considéré à l'époque comme l'un des meilleurs d'Espagne. En 1669, il est également nommé maître de chapelle de la collégiale, en remplacement de Juan Baraza, parti à Huesca. Il reste en poste jusqu'en 1677, quand lui succède Juan de Torres, ancien maître de chapelle de la cathédrale de Jaca.
Ses talents d'organiste étaient connus dans toute l'Espagne, au point que les rois Philippe IV et Charles II se rendirent à Daroca pour l'écouter. Parmi ses élèves, on peut citer entre autres son neveu Diego de Xáraba y Bruna, Pablo Nasarre, Diego de Montestruque et Pedro Escuín.

## Œuvres
Une partie de ses œuvres sont parvenues jusqu'à nous, notamment une vingtaine de tientos, sept variations sur le Pange lingua, des villancicos à quatre voix. Elles sont conservées à la Bibliothèque nationale d'Espagne, à l'Escurial, à la Bibliothèque de Catalogne, à la bibliothèque municipale d'Oporto (Portugal) et à la cathédrale de Vic, à Barcelone.